# Oscar Paul
Oscar Paul (Freiwaldau, Silèsia, 1836 - Leipzig, 1898) fou un crític i periodista musical alemany.
A Leipzig cursà estudis de teologia, dedicant-se exclusivament a la música, estudiant primer al Conservatori d'aquella ciutat i més tard en privat, amb Plaidy, Richter i Hauptmann. Graduat de doctor el 1860 en la Universitat de Leipzig, allà s'habilità per a Privat Dozent en música (1866), i el 1874 aconseguí la càtedra de música en aquella Universitat, on tingué alumnes com Leoš Janáček, Eduard Behm, Ferdinand Pfohl, Martin Wegelius i Fanny Davies, que més tard serien reputats compositors. Ensems fou professor del Conservatori des de 1869.
A més de gran nombre d'articles de premsa, publicà:
- Die absolute Harmonik der Griechen (Leipzig, 1867),
- Geschichte des Klaviers (Leipzig, 1868),
- Handlexicon der Tonkunst (Leipzig, 1868)
- 5 Bücher über die Musik aus dem Latein. in d. deutsche Sprache übertragen und mit besonderer Rücksicht der griechischen Harmonik sächlich erklärt (Leipzig, 1872),
- Lehrbuch der Harmonik (Leipzig, 1880),

A més publica l'obra inèdita de M. Hauptmann, Lehre von der Harmonik (Leipzig, 1868), i fundà diversos diaris musicals la Tonhalte (1868), i Musikalisches Wochenblatt (1870): durant molt de temps també fou crític musical del Leipziger Tageblatt.